# Abbeyleix
Abbeyleix ou Abbeylaois (Mainistir Laoise em irlandês) é uma cidade do Condado de Laois, República da Irlanda, aproximadamente 14 km de Portlaoise. Está localizada na Rodovia N8.